# Winchester Repeating Arms Company
Winchester Repeating Arms Company — американская оружейная компания, существовавшая с 1866 по 2006 год. В настоящее время торговая марка Winchester используется бельгийским концерном FN Herstal и его американской дочерней компанией Browning Arms Company.

## История
Компания была основана в 1857 году под названием "Нью-Хейвен Армс Компани", в 1867 году она была переименована в "Winchester Repeating Arms Company".
В 1870 году компания перебралась в город Нью-Хейвен, где был построен новый оружейный завод.
После начала Первой мировой войны правительство США объявило о нейтралитете страны, однако компания "Winchester" начала выпуск винтовок Pattern 1914 Enfield для Британской империи и 7,62-мм варианта винтовки Winchester Model 1895 для Российской империи.
После начала всемирного экономического кризиса в 1931 году обанкротилась и в 1932 году была куплена фирмой "Western Cartridge Company". 
В 1935 году обе компании были слиты в Winchester-Western Company, а в 1944 производство оружия и боеприпасов было выведено в отдельное подразделение Olin Industries. После Второй мировой войны в связи с ростом зарплат в Нью-Хейвене производство оружия с широким использования фрезеровки становилось всё менее прибыльным. В итоге в 1980 году оружейный бизнес был продан работникам завода. Была сформирована компания U.S. Repeating Arms. В 1989 году обанкротившаяся U.S. Repeating Arms была приобретена Fabrique Nationale и Browning Arms Company. В 2006 году завод U.S. Repeating Arms был закрыт. Компания Olin Industries сохранила производство боеприпасов и продолжает выпуск по настоящее время.

## Известная продукция
- M1 Carbine
- Winchester Model 1873
- Winchester Model 1887
- Winchester Model 1894
- Winchester Model 1895
- Winchester Model 1897
- Winchester Model 1912
- Winchester Model 70
- Winchester 1200
- Winchester 1300
- .22 Winchester Rimfire
- .300 Winchester Magnum
- .307 Winchester
- .33 Winchester
- .338 Winchester Magnum
- .348 Winchester